# Francisco José de Caldas
Francisco José de Caldas, född 4 oktober 1768, död 28 oktober 1816, var en colombiansk jurist, militäringenjör, självlärd naturalist, matematiker, geograf och uppfinnare.
Auktorsnamnet Caldas kan användas för Francisco José de Caldas i samband med ett vetenskapligt namn inom botaniken; se Wikipediaartiklar som länkar till auktorsnamnet.